# Agua de Castilla
Agua de Castilla ist eine Landstadt im Departamento Potosí im Hochland des südamerikanischen Andenstaates Bolivien.

## Lage im Nahraum
Agua de Castilla ist zweitgrößte Stadt des Municipios Porco in der Provinz Antonio Quijarro. Die Siedlung liegt auf einer Höhe von 4020 m an einem der Zuflüsse zum Río Tumusla und ist in erster Linie eine Minensiedlung.

## Geographie
Agua de Castilla liegt auf dem Altiplano im zentralen Bolivien zwischen der Cordillera de Chichas im Südwesten und der Cordillera Central im Nordosten.
Die mittlere Durchschnittstemperatur der Region liegt bei etwa 11 °C (siehe Klimadiagramm Potosí), die monatlichen Durchschnittstemperaturen schwanken zwischen 8 °C im Juni/Juli und gut 13 °C von November bis März. Der Jahresniederschlag beträgt nur etwa 350 mm, bei einer ausgeprägten Trockenzeit von April bis Oktober mit Monatsniederschlägen zwischen 0 und 15 mm, und einer kurzen Feuchtezeit von Dezember bis Februar mit Monatsniederschlägen von gut 70 mm.

## Verkehrsnetz
Agua de Castilla liegt in einer Entfernung von 46 Straßenkilometern südwestlich von Potosí, der Hauptstadt des Departamentos.
Von Potosí aus führt die Nationalstraße Ruta 5 über die Städte Agua de Castilla, Chaquilla, Yura, Ticatica und Pulacayo nach Uyuni am Salzsee Salar de Uyuni.

## Bevölkerung
Die Einwohnerzahl der Ortschaft ist in den vergangenen beiden Jahrzehnten deutlich angestiegen:
| Jahr | Einwohner | Quelle       |
| ---- | --------- | ------------ |
| 1992 | 1826      | Volkszählung |
| 2001 | 1504      | Volkszählung |
| 2012 | 2817      | Volkszählung |
| 2024 |           | Volkszählung |